# Skoky do vody na mistrovství světa v plaveckých sportech 1982
Závody v skocích do vody na mistrovství světa v plaveckých sportech za rok 1982 proběhly v Guayaquilu, Ekvádor ve dnech 29. července až 8. srpna 1982.

## Československá stopa
Na tomto mistrovství světa Československo nemělo ve skocích do vody zastoupení.

## Výsledky
| Muži              | Zlato                  | Zlato  | Stříbro                    | Stříbro | Bronz                   | Bronz  |
| ----------------- | ---------------------- | ------ | -------------------------- | ------- | ----------------------- | ------ |
| Skoky z 3 m prkna | Gregory Louganis (USA) | 752,67 | Sergej Kuzmin (URS)        | 636,15  | Alexandr Portnov (URS)  | 631,56 |
| Skoky z 10 m věže | Gregory Louganis (USA) | 634,26 | Vladimir Alejnik (URS)     | 629,85  | Bruce Kimball (USA)     | 619,68 |
| Ženy              | Zlato                  | Zlato  | Stříbro                    | Stříbro | Bronz                   | Bronz  |
| Skoky z 3 m prkna | Megan Neyerová (USA)   | 501,03 | Christina Seufertová (USA) | 490,02  | Pcheng Jüan-čchun (CHN) | 482,10 |
| Skoky z 10 m věže | Wendy Wylandová (USA)  | 438,78 | Ramona Wenzelová (GDR)     | 417,99  | Čou Ťi-chung (CHN)      | 399,78 |

## Medailová bilance
Ve skocích do vody se rozdělily celkem 4 sady medailí.
| Pořadí | Stát                   |       | Muži    | Muži  | Muži  |         | Ženy  | Ženy  | Ženy    |       | Muži + Ženy | Muži + Ženy | Muži + Ženy | Celkem |
| Pořadí | Stát                   | Zlato | Stříbro | Bronz | Zlato | Stříbro | Bronz | Zlato | Stříbro | Bronz |             |             |             | Celkem |
| ------ | ---------------------- | ----- | ------- | ----- | ----- | ------- | ----- | ----- | ------- | ----- | ----------- | ----------- | ----------- | ------ |
| 1.     | USA (USA)              |       | 2       | 0     | 1     |         | 2     | 1     | 0       |       | 4           | 1           | 1           | 6      |
| 2.     | Sovětský svaz (URS)    |       | 0       | 2     | 1     |         | 0     | 0     | 0       |       | 0           | 2           | 1           | 3      |
| 3.     | Východní Německo (GDR) |       | 0       | 0     | 0     |         | 0     | 1     | 0       |       | 0           | 1           | 0           | 1      |
| 4.     | Čína (CHN)             |       | 0       | 0     | 0     |         | 0     | 0     | 2       |       | 0           | 0           | 2           | 2      |
| Celkem | Celkem                 |       | 2       | 2     | 2     |         | 2     | 2     | 2       |       | 4           | 4           | 4           | 12     |